# Fighting Spirit Magazine
Fighting Spirit Magazine (укр. Журнал «Бойовий дух») — щомісячний журнал, присвячений реслінґу та змішаним бойовим мистецтвам, який видає Uncooked Media на теренах Великої Британії. Вперше з'явився 13 квітня 2006 року і нині є найбільшим друкованим джерелом, присвяченим професійному реслінґу в Британії. Наявний в друкованих та цифрових форматах.

## Персонал
До початку роботи в Fighting Spirit Magazine головний редактор Браян Елліотт працював у Белфаст Телеґраф у своїй рідній Північної Ірландії. Особисті оглядацькі колонки в журналі мають Стів Остін та Нік Адіс а також колишній виконавчий продюсер Ring of Honor Джим Корнет. До цього такі колонки заповнювалися дописами Брета Гарта, Міка Фолі та Кріса Джеріко. Регулярними дописувачами журналу є Майкл Кемпбелл, Уїлл Кулінґ, Джастін Генрі, Джон Лістер, Девід Біксенспан та Річард Лак. Білл Аптер, колишній редактор Pro Wrestling Illustrated, після того як його місце посів Корнет продовжує працювати в журналі в адміністративній ролі.
У квітні 2014 Браян Елліотт написав статтю про повернення Останнього Воїна, яку згодом перепублікував сайт Wrestling Observer Newsletter.